# Улитин, Евгений Аркадьевич
Евгений Аркадьевич Улитин (28 декабря 1916 — 9 июля 2003) — советский футболист, выступавший на позиции правого нападающего, игрок ряда ленинградских клубов (в том числе «Динамо»). Один из участников легендарного матча в блокадном Ленинграде 31 мая 1942 года. В годы войны служил в Шлиссельбурге связистом.

## Биография

### Предвоенные годы
Евгений Аркадьевич Улитин родился 28 декабря 1916 года в Петрограде. В футбол начинал играть во дворе, на 14-й линии Васильевского острова в компании мальчишек, в которую входили братья Валентин и Дмитрий Фёдоровы. По основной профессии — слесарь. Имел антропометрические параметры рост 168 см и 70 кг, играл на позициях правого крайнего и правого полусреднего нападающих. Начинал играть в футбол в 1933 году в команде радиозавода «Коминтерн», в 1935—1936 годах выступал за команду завода имени Козицкого, в 1937 году — за команду завода имени Калинина.
В 1937 году призван в РККА, служил в Ухте, был затем переведён в Ленинградскую бронетанковую школу, где мог играть не только в футбол, но и в хоккей с мячом. В 1938—1939 годах — играл в первой команде ленинградского «Динамо», с которой стал в 1938 году чемпионом Ленинграда. В 1940 году дебютировал в команде ленинградского «Динамо», сыграл 14 матчей в группе «А» чемпионата СССР и забил 4 гола.
В 1941 году успел провести 3 матча в чемпионате СССР в группе «А». Матч 1941 года для команды сложились тяжело: 27 апреля в гостевом матче против харьковского «Спартака» Евгений Улитин получил травму при столкновении с вратарём, а в последующем матче против столичной «Красной армии» имело место несколько грубых стычек, за что ленинградскую команду публично отчитал нарком Госконтроля СССР Лев Мехлис, а в канун игры против московского «Динамо» с поста тренера был снят Михаил Окунь.

### Война и блокада
Начало войны Улитин застал в Тбилиси, где его команда должна была сыграть 24 июня матч против местного «Динамо». Несмотря на начало войны, матч был сыгран, а после его окончания игроки отправились домой, где получили мобилизационные предписания. Он служил в 10-м отдельном полку связи 13-й воздушной армии Ленинградского фронта, будучи старшим телеграфистом штабной роты. В его ведение входило сооружение командных и наблюдательных пунктов в городе и за его пределами.
31 мая 1942 года в составе «Динамо» Улитин участвовал в первом блокадном матче против команды Ленинградского металлического завода (победа «Динамо» 6:0). Организаторами матча выступили руководители «Динамо» в межвоенные годы Валентин Фёдоров и Аркадий Алов. По мнению Улитина, перед игрой немцы распространяли пропаганду о том, что их войскам не позволяют войти в город якобы неубранные с улиц трупы, и организаторы матча стремились развеять этот миф и доказать, что город живёт. Улитина вызвал из Шлиссельбурга телефонограммой, и он добрался до города на попутной машине, сойдя с грузовика у Дворцовой площади и добравшись до стадиона за полтора часа до начала встречи. Матч продлился два тайма по 30 минут, команды не проводили замен. После матча Улитин получил в милицейской столовой от служившего в уголовном розыске Георгия Московцева чечевичную кашу, стакан чая и кусок хлеба.
После матча Улитин вернулся в расположение своей части. В 1943 году он участвовал в первенстве и кубке Ленинграда в составе войсковой части товарища Быстрова (чемпион города); дослужился до звания младшего сержанта.

### После войны
После войны играл за ленинградское «Динамо» с 1945 до апреля 1946 года, в 1945—1948 годах играл за ленинградский «Спартак» под руководством Павла Батырева, в 1951—1953 годах — за ДСО «Труд». Был старшим мастером и председателем завкома Авторемонтного завода, многие годы проработал мастером технического цеха.
Дал ряд интервью о футболе в годы блокады Ленинграда. Один из героев документального фильма «6:0 в пользу победы». Был последним живущим участником памятного блокадного матча. Умер 9 июля 2003 года в Санкт-Петербурге.

## Семья
Во время блокады умерли отец жены Улитина (7 февраля 1942 года), годовалый сын (9 февраля) и племянник (11 февраля), их похоронили 14 февраля в общей могиле (чтобы похоронить в отдельной могиле, могильщики требовали 3 кг хлеба и 1000 рублей, чего у семьи Улитиных не было). Жена и тёща были отправлены в эвакуацию.

## Награды
- Медаль «За оборону Ленинграда» (6 июня 1943)[6]
- Орден Отечественной войны II степени (6 апреля 1985)[8]

## Память
- Именно Евгений Улитин был запечатлён на единственном сохранившемся достоверном снимке блокадного матча, сделанном фотокорреспондентом ТАСС Борисом Васютинским[9].
- В 1991 году на стадионе «Динамо» была открыта мемориальная доска в память о встрече. Покрывало с неё снимал Евгений Улитин — единственный оставшийся в живых на тот момент участник матча[10]
- 31 мая 2012 года на стадионе «Динамо» был открыт памятник участникам матча (автор — Салават Щербаков), на котором были выгравированы имена всех его участников[11].